# 若山真樹
若山 真樹（わかやま まき）は、日本の元女優。東宝に所属していた。

## 出演作品

### 映画
- フランケンシュタイン対地底怪獣（1965年） - 白根ヒュッテの若者 ※ノンクレジット
- フランケンシュタインの怪獣 サンダ対ガイラ（1966年） - ビアガーデンのウェイトレス ※ノンクレジット
- お嫁においで（1966年） - すみ子
- ゴジラ・エビラ・モスラ 南海の大決闘（1966年） - インファント島の原住民（レッチ島・インファント島） [2役]
- キングコングの逆襲（1967年） - 野次馬
- 怪獣総進撃（1968年） - 国連科学委員会技師 ※ノンクレジット
- 華麗なる闘い（1969年） - 醍醐和子
- ゴジラ・ミニラ・ガバラ オール怪獣大進撃（1969年） - アパートの野次馬
- コント55号 宇宙大冒険（1969年） - 東京の通行人
- 栄光への反逆（1970年） - 熊に襲われた女
- 野獣都市（1970年） - 女秘書

### テレビドラマ
- ウルトラマン 第11話「宇宙から来た暴れん坊」（1966年） - 花嫁
- ウルトラセブン
  - 第5話「消された時間」（1967年） - SST乗務員
  - 第20話「地震源Xを倒せ」（1968年） - 玲子
  - 第31話「悪魔の住む花」（1968年） - 良子
- 怪奇大作戦 第16話「かまいたち」（1968年） - 林恵子

| スタブアイコン | サブスタブ | この項目は、まだ閲覧者の調べものの参照としては役立たない、俳優（男優・女優）に関連した書きかけの項目です。この項目を加筆・訂正などしてくださる協力者を求めています（P:映画/PJ芸能人）。 |